# Lycaena cleobis
Lycaena cleobis är en fjärilsart som beskrevs av Bremer 1861. Lycaena cleobis ingår i släktet Lycaena och familjen juvelvingar. Inga underarter finns listade i Catalogue of Life.